# Danteum
Het Danteum is een nooit gebouwd monument ter ere van de Italiaanse dichter Dante Alighieri, dat in 1938 te Rome had moeten verrijzen aan de Via dell'Impero (tegenwoordig: de Via dei Fori Imperiali). Pietro Lingeri en Giuseppe Terragni waren de beoogde architecten van het project.

## Geschiedenis
Het idee voor het Danteum kwam van Rino Valdameri, een kunstverzamelaar en advocaat uit Milaan. Hij wierp zich na de Eerste Wereldoorlog op als pleitbezorger en mecenas van de Italiaanse kunsten. In 1919 financierde hij reeds een zeer luxe, rijkelijk geïllustreerde uitgave van De goddelijke komedie van Dante, in aanloop naar de 600e sterfdag van Dante op 14 september 1921. 
Tijdens het bewind van Benito Mussolini in de jaren daarop vergaarde Valdameri steeds meer aanzien als Italiaanse kunstkenner. Zo was hij directeur van de Accademia di Belle Arti di Brera en was hij voorzitter van de door hemzelf opgerichte Società Dantesca Italiana. In die laatste hoedanigheid kwam Valdameri in de jaren dertig met het plan voor het Danteum. Het doel van het monument was tweeledig. Het gebouw zou enerzijds moeten dienen als hoofdzetel van de Società Dantesca Italiana, en anderzijds zou het een monumentaal bouwwerk voor Dante moeten worden dat onderdeel zou worden van de wereldtentoonstelling van 1942. Valdameri legde in 1938 zijn plan voor aan Mussolini, die al snel zijn goedkeuring aan het idee gaf. Als architecten werden vervolgens Pietro Lingeri en Giuseppe Terragni aangetrokken, terwijl de financiering afkomstig was van de Milanese textielbaron Alessandro Giacomo Poss. 
Door het uitbreken van de Tweede Wereldoorlog in 1939 kwam de bouw van het gebouw echter nooit tot stand. Ook de wereldtentoonstelling van 1942 ging niet door, hoewel een groot deel van de wijk waar de tentoonstelling gehouden moest worden al af was, resulterend in de wijk EUR. 

## Symboliek
De architectuur van het bouwwerk zou in veel opzichten verwijzen naar beroemde dichtregels van Dante. Zo had de hof bij de ingang moeten bestaan uit 100 zuilen, als verwijzing naar de 100 canto's van De goddelijke komedie. De zuilen zelf vormden een 'woud' van pilaren dat een verwijzing had moeten vormen naar de beroemde eerste terzinen van het poëem:
Op 't midden van ons levenspad gekomen
Kwam ik bij zinnen in een donker woud,
Want ik had niet de rechte weg genomen
- vertaling: Ike Cialona en Peter Verstegen

De drie delen waaruit De goddelijke komedie is opgebouwd: hel, louteringsberg en hemel zouden bovendien een analogie in het gebouw krijgen in de vorm van verschillende ruimtes vol symboliek en op de muren geschreven verzen uit het beroemde dichtwerk. Het Danteum zou daarnaast moeten verschijnen aan de Via dell'Impero, nabij de ruïnes van het antieke Rome. Zodoende zou Dante direct gekoppeld worden aan een andere glorieuze periode uit de Italiaanse geschiedenis.